# 이윤기 (영화 감독)
이윤기는 대한민국의 영화감독이다.

## 학력
- 성모초등학교
- 대전중학교
- 대전대신고등학교
- 미국 서던캘리포니아대학교 경영학과

## 작품
- 2004년 《여자, 정혜》 - 감독, 각본
- 2005년 《러브 토크》 - 감독, 각본
- 2006년 《아주 특별한 손님》 - 감독, 각본
- 2008년 《멋진 하루》 - 감독, 각본
- 2011년 《사랑한다, 사랑하지 않는다》 - 감독, 각본
- 2016년 《남과 여》 - 감독, 각본
- 2017년 《어느날》 - 감독

## 경력
- 2011년 6월 제10회 미장센단편영화제 사랑에 관한 짧은 필름 부문 심사위원
- 2011년 7월 제5회 시네마디지털서울 영화제 레드카멜레온 심사위원

## 수상
- 2004년 제9회 부산국제영화제 뉴커런츠상
- 2005년 제55회 베를린국제영화제 칼리가리상
- 2005년 제18회 싱가포르국제영화제 감독상
- 2007년 제9회 도빌아시아영화제 비평가상
- 2009년 제45회 백상예술대상 영화부문 감독상